# Tuudi
Koordinaten: 58° 39′ N, 23° 45′ O
Tuudi (deutsch Tuttomäggi) ist ein Dorf (estnisch küla) in der Landgemeinde Lääneranna im Kreis Pärnu (bis 2017: Landgemeinde Lihula im Kreis Lääne).

## Einwohnerschaft und Lage

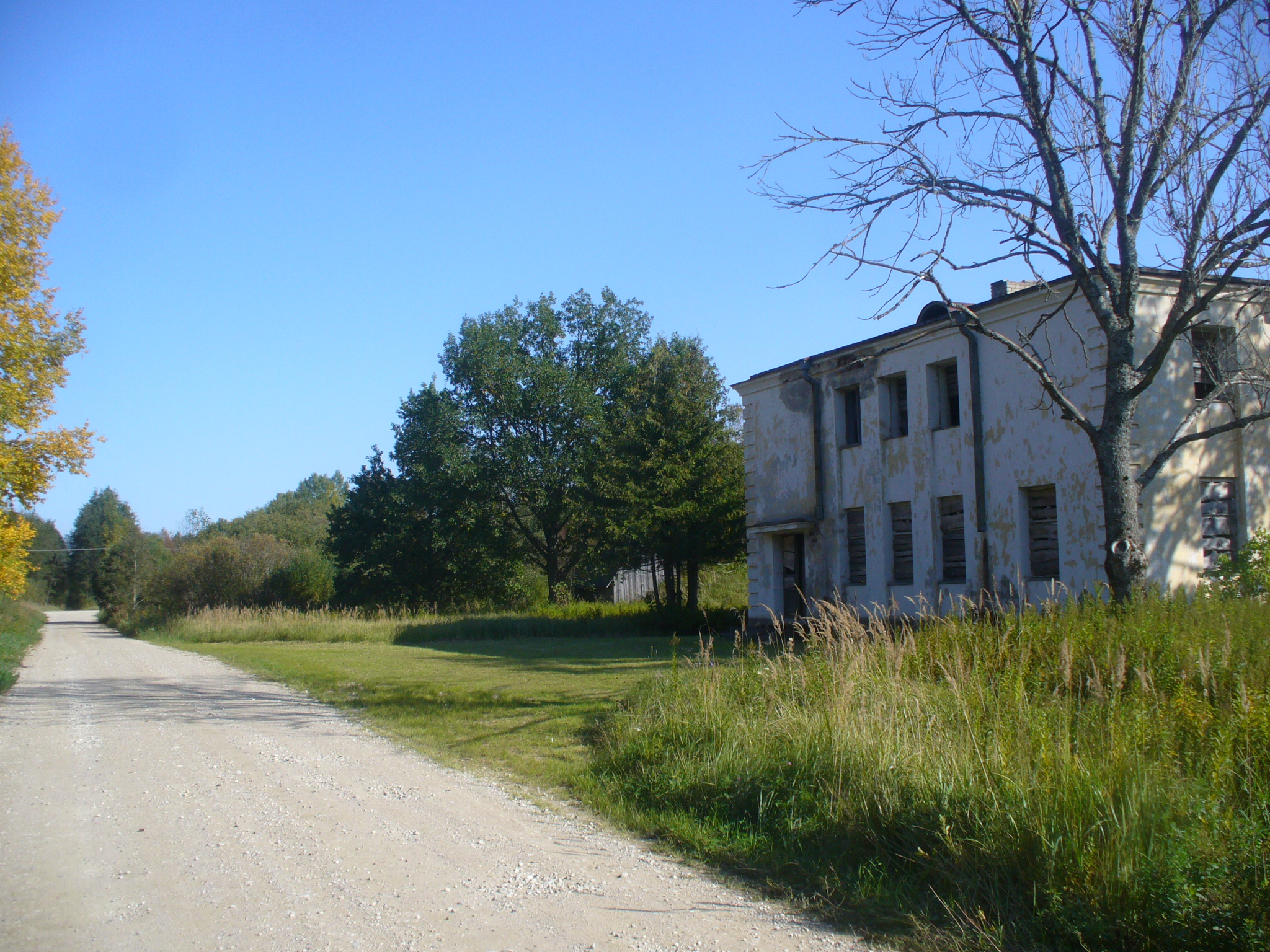
Altes Bahnhofsgebäude

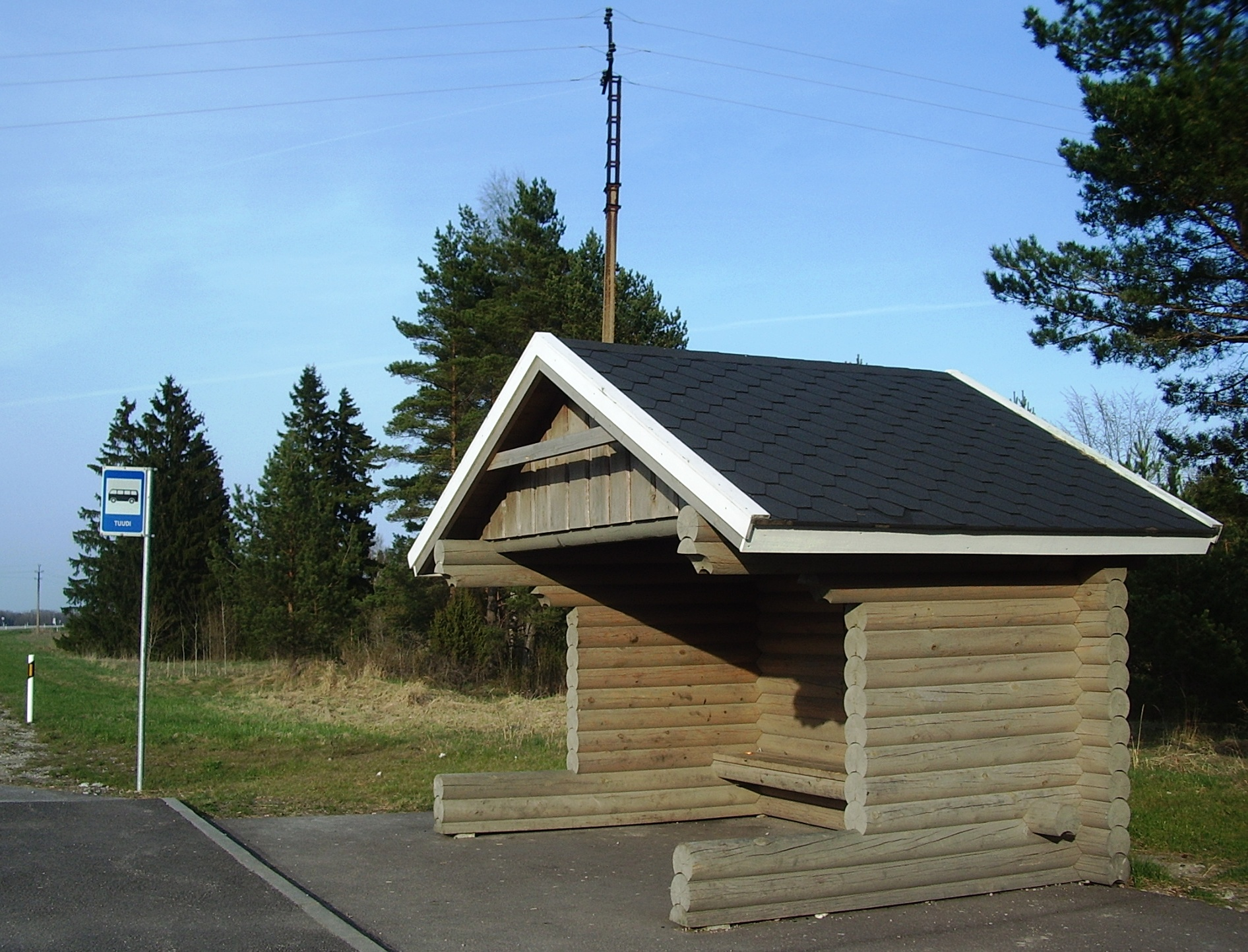
Bushaltestelle des Ortes

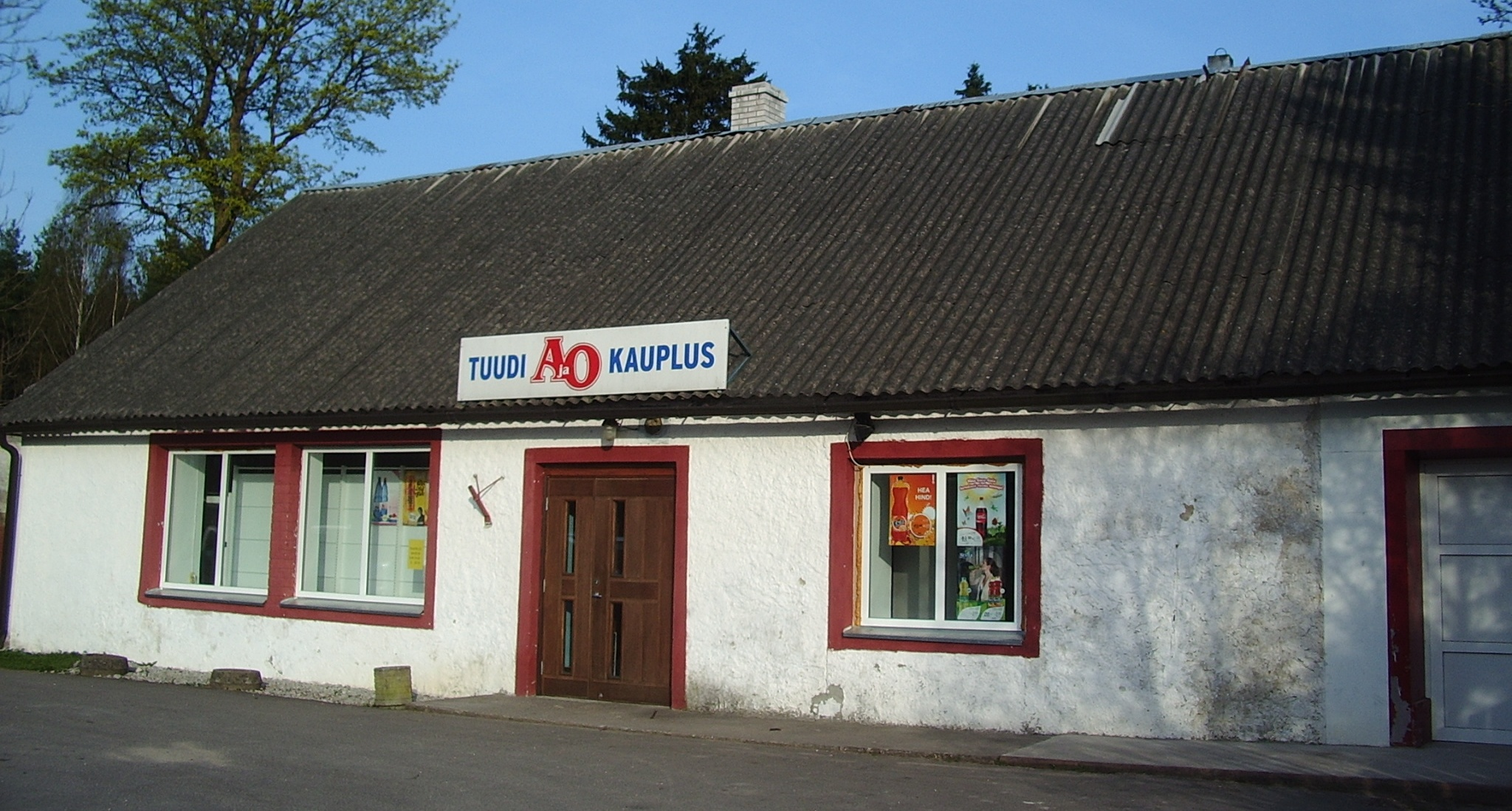
Laden

Der Ort hat 180 Einwohner (Stand 31. Dezember 2011). Er liegt südwestlich der Stadt Lihula.
Das Dorf trug im Mittelalter den Namen Tapuse. 1564 ist es als Tappis verzeichnet. Seinen heutigen Namen erhielt es vom Gut Tuudi.
Im südlich gelegenen Moor von Tuudi (Tuudi raba) entspringt der gleichnamige Fluss Tuudi (Tuudi jõgi). Er ist ein Nebenfluss des Kasari.

## Bahnhof
Das Dorf lag an der Eisenbahnstrecke, die von der Stadt Rapla zum Fährhafen Virtsu an der Ostsee führte. Die Bahnstrecke war von 1931 bis 1968 in Betrieb.
Das ehemalige Bahnhofsgebäude ist noch erhalten. Der zweigeschossige Typenbau im Stil des Funktionalismus ist verfallen und steht zum Verkauf.

## Gut von Tuudi
Das Gut von Tuudi wurde im 17. Jahrhundert gegründet. Erste schriftliche Quellen stammen von 1688. Über viele Jahre stand es im Eigentum der adligen deutschbaltischen Familien Gersdorff und seit 1789 Edler von Rennenkampff.
Das zweigeschossige Hauptgebäude mit seinen beiden Mantelschornsteinen wurde vermutlich Ende des 18. Jahrhunderts erbaut. Es liegt im heutigen Ortsteil Nurme. Ein Vorgängerbau aus Stein ist bereits für das Ende des 17. Jahrhunderts nachgewiesen. An der Vorder- und Hinterfassade bildet ein Mittelrisalit ein drittes Geschoss. Es wird von einem Giebel bekrönt. Die Nebengebäude wurden stark umgestaltet.
Letzter Eigentümer vor der Enteignung im Zuge der estnischen Landreform war Konstantin Edler von Rennenkampff. Während der sowjetischen Besetzung Estlands war im Herrenhaus die Verwaltung der örtlichen Kolchose untergebracht. Es befindet sich heute in Privatbesitz.